# Antonio Porchia
Antonio Porchia (Conflenti, 13 novembre 1885 – Buenos Aires, 9 novembre 1968) è stato uno scrittore e aforista italiano naturalizzato argentino.

## Biografia
Nacque a Conflenti, paese in provincia di Catanzaro, nel 1885. Dopo la morte del padre, nel 1902 emigrò, con tutta la famiglia in Argentina e si stabilì a Buenos Aires. Svolse numerosi lavori (carpentiere, portuale e tipografo), militò tra gli anarco-comunisti e lavorò nottetempo, per anni, a un libro di epigrammi che pubblicò periodicamente sulla rivista «La Fragua» e infine raccolse in un volume pubblicato presso una stamperia a pagamento nel 1943. Morì nel 1968 in uno sfortunato incidente di giardinaggio.
La sua unica opera Voces, pubblicata per la prima volta nel 1943, è stata tradotta in moltissime lingue ed è stata positivamente giudicata da noti critici e scrittori come André Breton, Jorge Luis Borges, Julio Cortázar Roger Caillois, Roberto Juarroz, Henry Miller, Alejandra Pizarnik e altri. Si tratta di una raccolta di aforismi e brevi riflessioni d'ispirazione taoista sugli argomenti più vari: amore, morte, felicità, amicizia ecc.

## Opera
- Antonio Porchia, Voci, a cura e traduzione di Ernesto Franco, Genova, Il melangolo, 1994, ISBN 88-7018-228-2
- Antonio Porchia, Voci, a cura di Fabrizio Caramagna, Torino, Genesi, collana Aforisticamente, 2013, ISBN 978-88-7414-375-7
- Antonio Porchia, Voci, a cura e traduzione di Andrea Franzoni, Ancona, Argolibri, collana Talee, 2023, ISBN 978-88-312-2538-0